# Stimo Arena
La Swiss Arena, conosciuta in passato come Eishalle Schluefweg o Kolping Arena, è il più importante stadio per hockey su ghiaccio di Kloten, in Svizzera, e ospita le partite casalinghe della squadra locale, i Kloten Flyers.

## Storia
L'ultima ristrutturazione completa è del 1997, è in grado di ospitare circa 7.500 tifosi. Nel 2004 ha ospitato il Campionato del mondo di floorball, mentre nel 2009 ha ospitato alcune partite del Campionato mondiale di hockey su ghiaccio maschile 2009. Inoltre dal 1997 al 2004 ha ospitato le partite femminili dell'Open di Zurigo di tennis. Dal 2015 il nome del palazzetto è cambiato per motivi di sponsorizzazione, visto l'impegno finanziario della compagnia aerea Swiss.